# Poprocks & Coke
Poprocks & Coke è un singolo del gruppo statunitense Green Day estratto dal loro settimo album, la raccolta International Superhits!.
La canzone è una delle due inedite della raccolta.

## Tracce

### Promo spagnolo
1. Poprocks & Coke
2. Macy's Day Parade

### Singolo giapponese
1. Poprocks & Coke
2. She (live)
3. F.O.D (live)

## Formazione
- Billie Joe Armstrong - voce e chitarra
- Mike Dirnt - basso e voce
- Tré Cool - batteria